# Dobri pastir (2006.)
Dobri pastir (eng. The Good Shepherd) američki je špijunski film iz 2006. Redatelj je bio Robert De Niro. Glavne uloge su imali Matt Damon, Angelina Jolie, William Hurt, Alec Baldwin i Robert De Niro. Iako se film gotovo ne bazira na stvarnim događajima, reklamiran je kao neispričana priča. Glavni lik, Edward Wilson (Matt Damon) se djelomično temelji na Jamesu Jesusu Angletonu i Richardu M. Bissellu. Phillip Allen (William Hurt) se većinom temelji na Allenu Dullesu. General Bill Sullivan (Robert De Niro) se temelji na Williamu Josephu Donovanu. Richard Hayes (Lee Pace) se temelji na Richardu Helmsu.

## Vanjske poveznice
- Službena stranica  Arhivirana inačica izvorne stranice od 27. svibnja 2018. (Wayback Machine)
- Dobri pastir u internetskoj bazi filmova IMDb-a
- Dobri pastir na Rotten Tomatoes
- Dobri pastir na Box Office Mojo